# Celleporina granum
Celleporina granum är en mossdjursart som först beskrevs av Walter Douglas Hincks 1881.  Celleporina granum ingår i släktet Celleporina och familjen Celleporidae. Inga underarter finns listade i Catalogue of Life.